# Kordian Jajszczok
Kordian Jajszczok (Świętochłowice, Polonia; 4 de septiembre de 1950 – Świętochłowice, Polonia, 5 de octubre de 2024) fue un jugador de hockey sobre hielo de Polonia que jugó en la posición de defensa.

## Carrera

### Club
| Periodo   | Club               |
| --------- | ------------------ |
| 1969-1979 | GKS Katowice       |
| 1980-1983 | Zagłębie Sosnowiec |
| 1984      | SV Kitzbühel       |
| 1985-1986 | EHC Eslingen       |

### Selección nacional
Jugó para Polonia en 15 ocasiones, participó en los Juegos Olímpicos de Innsbruck 1976 y en Campeonato Mundial del mismo año.

## Logros
- Campeonato de Hockey sobre hielo de Polonia (4): 1970, 1981, 1982, 1983